# Moara Nouă, Prahova
Moara Nouă este un sat în comuna Berceni din județul Prahova, Muntenia, România.
În 1872, era un sat în comuna Ploieștiori.
În 2011, satul Moara Nouă din comuna Berceni avea 1077 de locuitori.